# والی بارنت
والاس ام. بارنت جونیور (.Wallace M. Barnett Jr) (زادهٔ ۷ فوریه ۱۹۳۱ – درگذشتهٔ ۱۸ مارس ۲۰۱۶)، سیاستمدار آمریکایی، طرفدار حقوق زنان و طرفدار ایمنی آتش بود که از ۱۹۷۱ تا ۱۹۷۸ میلادی از حوزه انتخابیه ۲۶ام نبراسکا در مجلس قانون‌گذاری نبراسکا نمایندگی کرد. وی به لقب والی (Wally) معروف شد.
وی به عنوان فردی شناخته می‌شود که برای نخستین بار قانون ایالتی بر علیه تعرض جنسی بر همسر را در سطح ایالات متحده معرفی نمود. قوانینی با این ماهیت بعدتر در سایر ایالت‌ها نیز اعمال گردید.

## اوایل زندگی
بارنت در ۱۹۳۱ میلادی در لینکلن، نبراسکا متولد شده و در دانشگاه نبراسکا آموزش دید.
بارنت، قبل از اینکه به عنوان عضو مجلس انتخاب گردد، برای ۱۴ سال به عنوان مأمور آتش‌نشانی در اداره آتش‌نشانی لینکلن مشغول خدمت بود. وی یکی از آن مامورهای آتش‌نشانی بود که نتوانستند یک مادر و کودک را که، یک روز پس از کریسمس ۱۹۶۵، در خانه‌ای در محله هاولاک در آتش‌سوزی گیر مانده بودند، نجات دهند. پس از آتش‌سوزی، بارنت همراه با همکاران خود توسط ماشین آتش‌نشانی به ایستگاه آتش‌نشانی برنگشته و بجای آن با لباس و تجهیزات آتش‌نشانی خود تا ایستگاه قدم زد. پس از اینکه شیفت کاری وی به پایان رسید، او دراز کشید و گریست. این رویداد تأثیر عمیقی بر وی گذاشته و تا چندین دهه از یاد وی نرفت.

## قانون‌گذاری
به عنوان سناتور ایالتی، دغدغه‌های اصلی بارنت شامل طرزالعمل‌های دیوان حقوقی کودکان، حقوق زنان، تلاش‌ها برای بهبود ایمنی بزرگ‌راه‌ها و بهبود وضعیت بیمارستان‌های روانپزشکی بود. وی رئیس کمیته قضایی بود.

### قانون جرم تعرض جنسی
فعالین فمینیستی موج دوم و دادخواهان قربانیان، از جمله کارن فلاورز از ائتلاف لینن در مقابل تجاوز جنسی، راه را برای اصلاحات قوانین مرتبط با تجاوز جنسی نبراسکا در دهه ۱۹۷۰ میلادی باز نمودند. بارنت لایحه‌ای را در ۱۹۷۵ میلادی معرفی نمود که قوانین تجاوز جنسی بازمانده از قرن نوزدهم میلادی را باطل نموده و آنرا با قانونی جایگزین می‌کرد که در آن بجای اصطلاح «تجاوز جنسی» از اصطلاح «جرم تعرض جنسی» استفاده شده بود. این تغییر در اصطلاح یک محدوده گسترده‌تر تماس جنسی ناخواسته را شامل می‌شد و هدف از آن این بود تا شهادت آنهای که مورد تعرض قرار گرفته‌اند را کمتر شخصی سازد. این لایحه تلاش می‌کرد تا «از عزت قربانیان در تمامی مراحل فرایند قضایی محافظت نماید».
برخلاف قانون قدیمی، قانون پیشنهاد شده جدید بر علیه تعرض جنسی، هیچ استثنای برای تعرض همسر قایل نبود. با وجود این که بارنت می‌دانست زنان بیشتر از مردان مورد هدف جرایم جنسی قرار می‌گیرند، اما در این قانون جدید از زبان فراگیر استفاده شده بود و جنسیت تعرض کننده و تعرض شونده را مشخص نمی‌کرد.
تلاش‌های بارنت برای جرم انگاری تعرض بر همسر، به‌طور قوی از سوی سناتور ارنی چمبرز و سناتور وارن آر. اسویگارت مورد حمایت قرار گرفت. جرم‌انگاری تعرض همسر تقریباً با اتفاق نظر در مجلس قانون گذاری به تصویب رسید، بجز از سناتور گلین ای. گودریچ که برخلاف آن رأی داد. این قانون، نبراسکا را به نخستین ایالت در سطح ایالت متحده مبدل نمود دارای قانونی بر ضد تعرض جنسی بر همسر بود.

### قانون سوءاستفاده خانگی
بارنت قانون محافظت از سوءاستفاده خانگی را در ۱۹۷۸ میلادی معرفی کرد. این قانون وجوه رفاهی را بسوی پناهگاه‌های اضطراری و خدمات مشاوره برای آنهای که در معرض سوءاستفاده و خشونت خانگی قرار گرفته‌اند هدایت نموده و مجریان قانون را ملزم نمود تا برنامه‌های آموزشی خشونت خانگی را فرا گیرند. تا ۲۰۲۰ میلادی، این قانون هنوز هم اجرایی است.

### حذف قانون ضد همجنسگرایی
بارنت از لغو قوانین ضد همجنسگرایی حمایت کرد. این قانون‌گذار در ۱۹۷۷ میلادی به نفع بازنگری کد جزای نبراسکا رأی داد تا ممنوعیت مجامعت همجنس‌گرایان در این ایالت برداشته شود. فرماندار جی. جیمز اگزون این بازنگری قانون را وتو کرد. بارنت با اگزون صحبت کرد و دریافت که فرماندار از «منحرفین جنسی، همجنس‌گرایان و مردان همجنس‌گرا» هراس داشت. بارنت جنبشی را برای ملغی کردن وتوی فرماندار ایجاد نمود. این جنبش به موفقیت رسید و نبراسکا به نخستین ایالتی مبدل شد که مجامعت همجنس‌گرایان در آن قانونی بود.

### سایر قوانین
بارنت در ۱۹۷۱ میلادی با NORAL که شعبه NARAL در نبراسکا بود کار کرده و طرحی را برای قانونی سازی سقط جنین تهیه کرد. این لایحه هرگز به رأی‌گیری گذاشته نشد چون امید تصویب آن بسیار اندک بود. بارنت امیدوار بود که سقط جنین می‌تواند در دادگاه قانونی شود، چون وی حس می‌کرد که قوانینی چون قوانین نبراسکا مغایر قانون اساسی بودند. پیشبینی وی با تصمیم دادگاه در پرونده رو در مقابل وید در ۱۹۷۳ میلادی درست اثبات شد.
بارنت از تدابیری حمایت نمود که نگهبانان زندان شهر را ملزم می‌کرد تا اسناد پزشکی هر نوع فرایندی که بر زندانیان انجام می‌شود را حفظ نمایند.

## اواخر زندگی
بارنت، پس از اینکه تصمیم گرفت تا مجدداً نامزد مجلس قانون‌گذاری نشود، در ۱۹۷۸ میلادی به عنوان مسئول عمومی آتش‌نشانی ایالت نبراسکا گماشته شد. وی در ۱۹۹۱ میلادی از سوی مالک بزرگترین شرکت محصولات آتش‌بازی نبراسکا به عنوان «قهرمان ناشناخته آتش‌بازی» خوانده شد، چون رویکرد سختگیرانه اما منصفانه وی نسبت به ایمنی آتش‌بازی باعث امن‌تر شدن صنعت آتش‌بازی شد. بارنت در کل زندگی خود برای ایمنی آتش‌بازی دادخواهی کرد.
بعدتر وی به عنوان مسئول امنیتی کاپیتول ایالت نبراسکا خدمت نمود. بارنت در ۲۰۱۶ میلادی درگذشت و در قبرستان پارک یادبود لینکلن در زادگاهش، لینکلن، به خاک سپرده شد.

## میراث
سایر ایالت‌های ایالات متحده، با پیروی از مثال نبراسکا در برخی موارد، استثنای حالت مدنی را از قوانین تجاوز جنسی در دهه ۱۹۷۰ میلادی حذف کردند. تا ۱۹۹۳ میلادی، تمامی ۵۰ ایالت تعرض جنسی همسر را جرم اعلام کردند.
قانون ضد تعرض جنسی همسر که بارنت معرفی نمود با تصمیم دادگاه عالی نبراسکا در ۱۹۸۶ میلادی حمایت گردیده و مستحکم ساخته شد. این تصمیم یک دکترین حقوقی به اصطلاح «رضایت ابطال ناپذیر» را تغییر داده و تأیید نمود که هیچ نوع مصونیت همسری، در صورت تعرض جنسی همسر، در ایالت نبراسکا وجود ندارد. این دادگاه برای تأیید هدف این قانون به نسخه قانونی سناتور بارنت و سناتور چمبرز مراجعه نموده و استدلال‌های فعالین فمینیست ضد تجاوز جنسی را تأیید و تعرض جنسی به عنوان را یک عمل خشونت‌آمیز، نه یک اشتیاق جنسی، به رسمیت شناخت.
بارنت که برای چندین دهه از خاطره مرگ‌های که وی در جریان خدمت به عنوان مأمور آتش‌نشانی شاهد آن بود اذیت می‌شد، تلاش نمود تا راهی را برای جلوگیری از این چنین واکنش‌های بااسترس در سایر مأموران آتش‌نشانی، پیدا کند. وی در ۱۹۸۷ میلادی برنامه توضیح استرس در رویدادهای حیاتی نبراسکا که حمایت داوطلبانه حیاتی به امدادگران خط مقدم فراهم می‌نمود، را تأسیس کرد.